# Gorka Landaburu
Gorka Landaburu Illarramendi (París, 11 de octubre de 1951) es un periodista español. Ha trabajado en diversos medios de comunicación y es director y vicepresidente del consejo editor del semanario Cambio 16 y de la revista Aldaketa Hamasei. Es hermano del también periodista  Ander Landaburu, director del diario El País en el País Vasco. Se ha distinguido a lo largo de su trayectoria por su oposición a todo tipo de totalitarismos, tanto como opositor a la dictadura franquista como al terrorismo de ETA, que atentó contra él en 2001.

## Biografía

### Formación
Su padre, Francisco Javier de Landaburu Fernández, fue diputado del PNV durante la II República y vicelehendakari del Gobierno Vasco, durante el franquismo exiliado en París, donde nació Gorka, que cursó allí sus estudios de periodismo. Regresó a España en 1972 y ejerció como profesor de francés en varias escuelas.

### Trayectoria profesional
Es un periodista de trayectoria en medios de comunicación franceses, como Radio France, y españoles, donde ha sido corresponsal de Canal Sur en el País Vasco y colaborador radiofónico de Luis del Olmo en Las mañanas de Onda Cero. Sus últimos trabajos son como director del semanario Cambio 16 y de Aldaketa Hamasei (Cambio 16 en euskera). También es vicepresidente del consejo editor de Cambio 16 y director de la agencia de información Espacio de Información General. Participa también como contertulio en espacios de televisión, como 59 segundos en TVE.
- Agencia EFE (1976)
- Semanario Opinión (1976-1977)
- Diario 16 y Cambio 16 (1977)
- Radio Luxembourg (1977-1980)
- Le Matin (diario de París) (1979-1984)
- Radio France (1980)
- Agencia REUTERS (1982-1998)
- Radio Euskadi (Tertulias 1989-1994)
- Diario de Andalucía (1998-2000)

### Implicación política
Afiliado desde 1993 al PSE, su oposición al nacionalismo violento y al terrorismo en el País Vasco han marcado su carrera, y han centrado buena parte de su trabajo; por ello fue objeto de un atentado terrorista en 2001. 
Landaburu se manifestó, en 2005, contra el cierre por orden judicial del diario Egunkaria, que fue acusado de colaboración con ETA. Ha colaborado con la coordinadora Gesto por la Paz y preside el Grupo Vasco de Víctimas del Terrorismo. En febrero de 2006, firmó el manifiesto "Sí en nuestro nombre, sí a que se busque la paz", en el que se defendía el diálogo entre el Gobierno español y la banda terrorista.

### Atentado terrorista
El 15 de mayo de 2001, Gorka Landaburu recibió en su domicilio de Zarauz (Guipúzcoa) un paquete remitido por una revista a la que estaba subscrito. El paquete bomba, enviado por la banda terrorista ETA, contenía 150 g de dinamita Titadyne, que explotó al abrirlo y le causó graves heridas en el rostro y el abdomen y la amputación de una falange del dedo índice de la mano derecha y una falange de todos los dedos (excepto el pulgar) de la izquierda.
Su domicilio fue también varias veces objetivo de ataques de grupos violentos y estuvo obligado a llevar escolta durante varios años. Es miembro de la Fundación Víctimas del Terrorismo.

## Premios
Su dilatada trayectoria profesional, así como su defensa de las libertades, le han llevado a recibir varios premios periodísticos, como el Protagonistas en 2001, finalista III edición José Couso de Libertad de Prensa 2007, Premio Bravo de Prensa 2001, el Olivo de Plata de Canal Sur 2001 o el Micrófono de Plata 2002 de la APEI en la Asamblea de Benidorm.